# Chapellenie
Une chapellenie est un bénéfice ecclésiastique procuré à un chapelain, ces bénéfices n’exigeant point que les titulaires fussent prêtres, par un acte de fondation effectué par un fidèle des environs, souvent comme clause d'un testament.

## Acte de fondation
L'acte de fondation d'une chapellenie fait par le testateur devait être agréé par l'évêque diocésain qui, sur la présentation du fondateur ou de ses héritiers nommait par un acte appelé provision, la personne ecclésiastique, le chapelain qui devait, en jouissant des revenus fixés par l'acte de fondation, assurer par lui-même ou par un autre prêtre, le service des messes et accomplir les conditions minutieusement établies. Il suffisait d'être clerc tonsuré pour être désigné à l'un de ces bénéfices qui était ordinairement sans charge d'âmes. Très souvent le chapelain nommé était un parent de la famille qui transmettait ainsi à l'un des siens les biens consacrés au souvenir des membres défunts. La prise de possession de ces chapellenies se faisait solennellement.

## Bénéfice
Le bénéfice est un « droit de percevoir les redevances de certains biens ecclésiastiques à raison du service divin auquel ces revenus sont affectés »

## Exemples
Les chapellenies de Saint-Julien-de-Vouvantes (diocèse de Nantes)
J. Saint-Fort-Rondelou énumère, en 1908, 8 chapellenies à Saint-Julien-de-Vouvantes en faveur des chapelains des chapelles suivantes :
- la chapellenie de Sainte-Catherine (dont l'acte de fondation remonte à 1400)
- la chapellenie de la Garenne (dont l'acte de fondation remonte à 1500)
- la chapellenie de la Bonnaudière (dont l'acte de fondation remonte à 1528)
- la chapellenie de Beaumont
- la chapellenie de la Goussaudrye
- la chapellenie de la Maubechetière (dont l'acte de fondation remonte à 1698)
- la chapellenie de la Racoudelais
- la chapellenie du Chalonge
- la chapellenie de Montoir de Bretagne